# Aechmea dichlamydea
Espèce
Classification phylogénétique
Aechmea dichlamydea est une espèce de plantes à fleurs de la famille des Bromeliaceae, qui se rencontre à Trinité-et-Tobago et au Venezuela.

## Synonymes
- Aechmea dichlamydea var. dichlamydea[1]
- Aechmea nichollsii Baker[1] ;
- Platyaechmea dichlamydea (Baker) L.B.Sm. & W.J.Kress[1].

## Distribution
L'espèce se rencontre de Trinité-et-Tobago et au nord du Venezuela.

## Description
L'espèce est épiphyte.